# Tomas Bolme
Tomas Robert Olof Bolme (født 21. april 1945) er en svensk skuespiller. Han studerede på Teaterhögskolan i Stockholm fra 1966 til 1969 og har optrådt på teatre som Dramaten og Stockholms stadsteater.
Bolme vandt i 1989 en Guldbagge for bedste skuespiller i filmen Fordringsägare fra 1988.

## Udvalgt filmografi
- Drama i storskoven (1961)
- Halstørklædet (tv-serie, 1962)
- Dirch og blåjakkerne (1964)
- Jeg er lykkelig - rød (1970)
- The Day the Clown Cried (ufærdig film, 1972)
- Det sidste eventyr (1974)
- En fyr og hans pige (1975)
- Manden som gik op i røg (1980)
- Strindberg - et liv (tv-serie, 1985)
- Fordringsägare (1988)
- Dødelig kemi (tv-serie, 1992)
- Den gode vilje (1992)
- Tre kronor (tv-serie, 1994)
- Alfred (1995)
- Pippi Langstrømpe (animationsfilm, 1997)
- Skærgårdsdoktoren (tv-serie, 1997)
- Julens hjältar (julekalender, 1999)
- Wallander (tv-serie, 2005)
- Arn: Tempelridderen (2007)
- Inkognito (tv-serie, 2013)
- Bamse og Tyvenes by (animationsfilm, 2014)
- Bamse og heksens datter (animationsfilm, 2016)
- Den døende detektiv (tv-serie, 2018)
- Bamse og kraftklokkerne (animationsfilm, 2018)